# Dernbach (Pfalz)

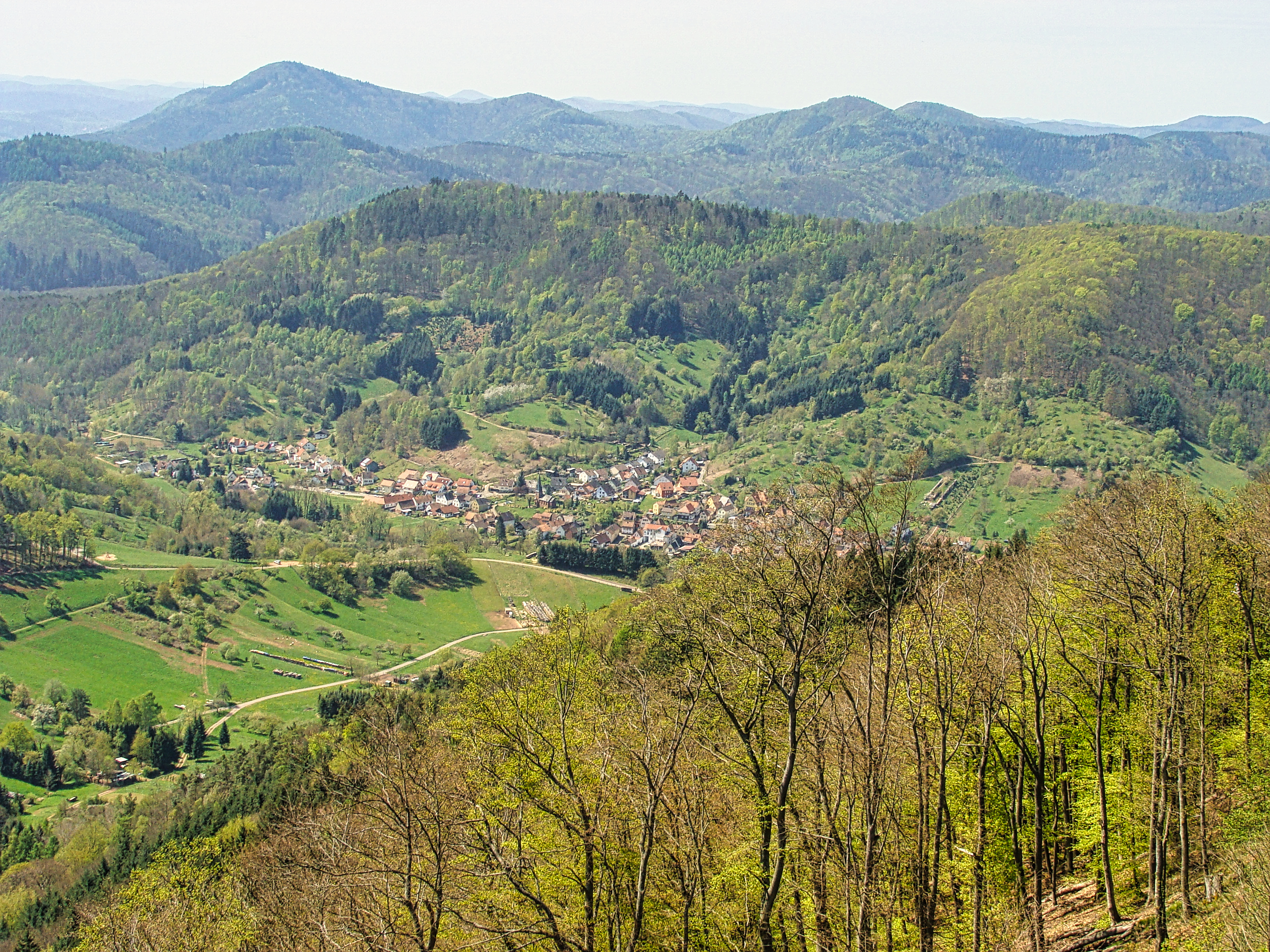
Dernbach – Blick vom Neuscharfeneck

Dernbach ist eine Ortsgemeinde im Landkreis Südliche Weinstraße in Rheinland-Pfalz. Sie gehört der Verbandsgemeinde Annweiler am Trifels an.

## Geographie

### Lage
Dernbach befindet sich in der Pfalz innerhalb des Pfälzerwalds. Es liegt im Naturpark Pfälzerwald. Nachbargemeinden sind – im Uhrzeigersinn – Ramberg (Pfalz), Flemlingen (Exklave), Böchingen (Exklave), Frankweiler, Albersweiler, Eußerthal, Gleisweiler (Exklave) und Böchingen (Exklave). Zudem ist der Ort Bestandteil des Klettergebiets Südpfalz.

### Erhebungen und Gewässer
Der Ort wird in Nord-Süd-Richtung vom gleichnamigen Bach durchflossen, dem linken Quellbach des Queich-Zuflusses Eisbach. Vor Ort nimmt er von rechts den Pfalzbach und von links den Leinbach sowie den Sandbach auf. Markante Erhebungen auf Gemarkung sind die Südwestflanke des Harzofenberg (556 m) und der Hubberg (383 m).

## Geschichte
Dernbach wurde erstmals am 14. April 1189 in einer durch Kaiser Barbarossa in Hagenau ausgestellten Urkunde erwähnt. 1232 erlaubte König Heinrich VII. dem Ritter Heinrich von Scharfenberg die Errichtung von Burg Neuscharfeneck oberhalb des Ortes. Bis Ende des 18. Jahrhunderts gehörte die Gemeinde zur Herrschaft Scharfeneck des Fürsten von Löwenstein-Wertheim.
Von 1798 bis 1814, als die Pfalz Teil der Französischen Republik (bis 1804) und anschließend Teil des Napoleonischen Kaiserreichs war, war Dörrenbach – so der damalige Ortsname – in den Kanton Annweiler im Département Mont Tonnerre und unterstand der Mairie Albersweiler. Durch die Franzosen wurde eine moderne Verwaltung aufgebaut, die als Vorbild für die Kommunalverwaltung fungierte. 1815 hatte die Gemeinde insgesamt 350 Einwohner. Im selben Jahr wurde der Ort aufgrund der auf dem Wiener Kongress getroffenen Vereinbarungen Österreich zugeschlagen. Bereits ein Jahr später wechselte der Ort wie die gesamte Pfalz in das Königreich Bayern. Von 1818 bis 1862 gehörte „Dörnbach“ dem Landkommissariat Bergzabern an; aus diesem ging anschließend das Bezirksamt Bergzabern hervor.
1906 wurde der Ort durch den Bau einer Wasserleitung ans Wassernetz angeschlossen und 1921 elektrifiziert. Ab 1939 war Dernbach Bestandteil des Landkreises Bergzabern. Nach dem Zweiten Weltkrieg wurde der Ort innerhalb der französischen Besatzungszone Teil des damals neu gebildeten Landes Rheinland-Pfalz. Im Zuge der ersten rheinland-pfälzischen Verwaltungsreform wechselte Dernbach am 7. Juni 1969 in den neu geschaffenen Landkreis Landau-Bad Bergzabern, der 1978 in Landkreis Südliche Weinstraße umbenannt wurde. 1972 wurde die Gemeinde der ebenfalls neu gebildeten Verbandsgemeinde Annweiler am Trifels zugeordnet. 1979 und 1984 wurde Dernbach Landessieger des Wettbewerbs Unser Dorf soll schöner werden.

## Politik

### Gemeinderat
Der Gemeinderat in Dernbach besteht aus acht Ratsmitgliedern, die bei der Kommunalwahl am 9. Juni 2024 in einer Mehrheitswahl gewählt wurden, und dem ehrenamtlichen Ortsbürgermeister als Vorsitzendem. Bei der Mehrheitswahl wurden drei Kandidaten der Wählergruppe Wadlinger und fünf von den Wählenden benannte Personen gewählt.

### Bürgermeister
Dieter Broll wurde am 8. Oktober 2024 Ortsbürgermeister von Dernbach. Bei der Wiederholungswahl am 15. September 2024 war er als einziger Bewerber mit einem Stimmenanteil von 59,1 % für fünf Jahre gewählt worden. Diese Wahl war notwendig geworden, da bei der Direktwahl am 9. Juni 2024 der einzige Bewerber keine absolute Mehrheit erreicht hatte.
Brolls Vorgänger war seit 2009 Harald Jentzer. Bei der Direktwahl am 26. Mai 2019 wurde er mit einem Stimmenanteil von 79,26 % für weitere fünf Jahre in seinem Amt bestätigt. Jentzers Vorgänger Edwin Gensheimer hatte das Amt 15 Jahre ausgeübt.

### Wappen
| Wappen von Dernbach | Blasonierung: „Das Wappen ist in eine silberne und eine grüne Hälfte geteilt. Der silberne Teil zeigt einen Schildfuß mit vier aufsteigenden roten Spitzen. Darüber schreitet ein nach rechts blickender rotbewehrter und bezungter roter Löwe, der eine goldene Krone trägt. Die grüne Wappenhälfte zeigt einen silbernen Schräglinkswellenbalken in einem grünen Feld.“ |
| Wappen von Dernbach | Wappenbegründung: Der Löwe auf einem Stein steht für das Geschlecht der Löwensteiner und der Wellenbalken symbolisiert den Bachlauf des Dernbach. |

## Bauwerke

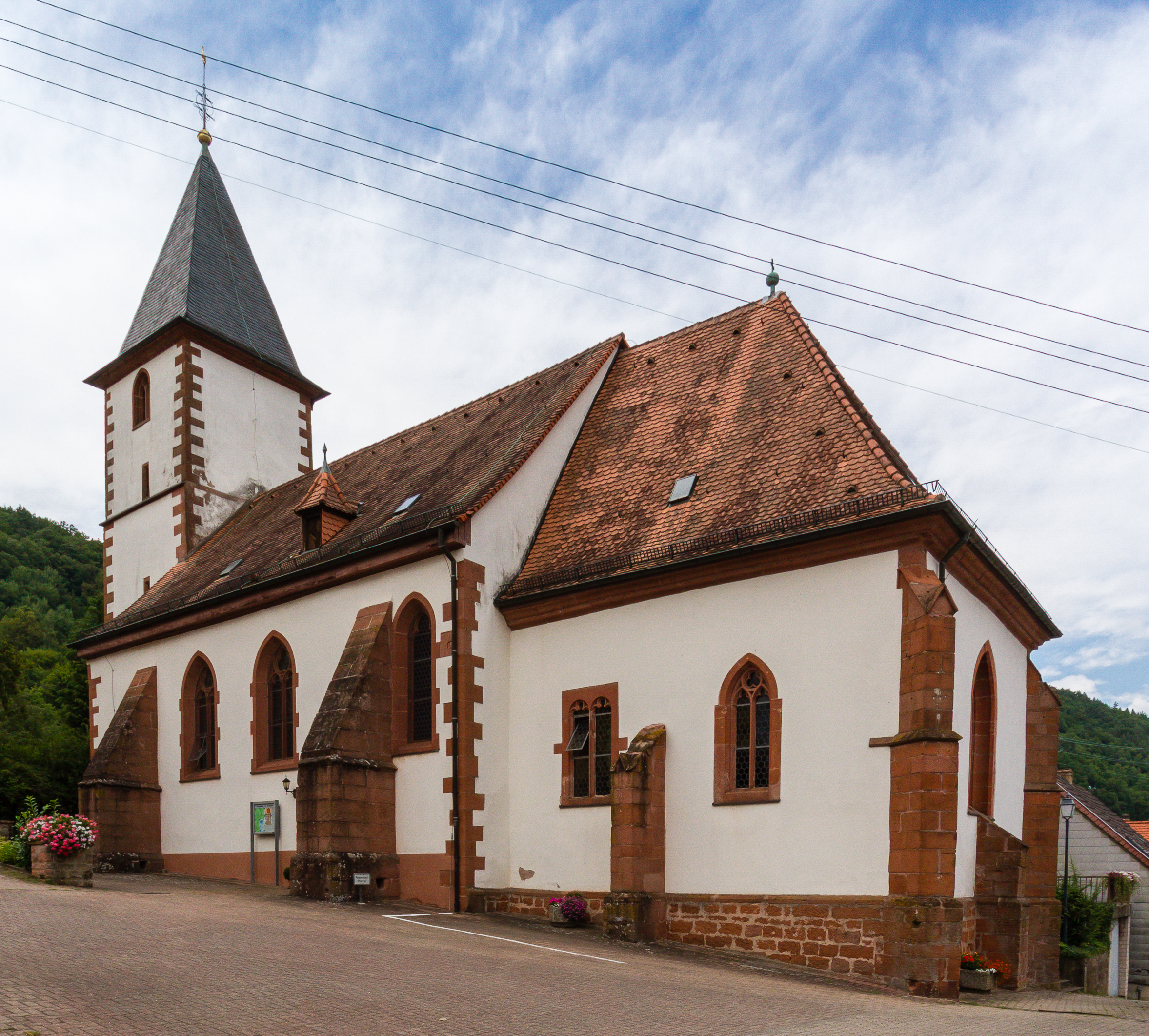
Heilige Dreifaltigkeit

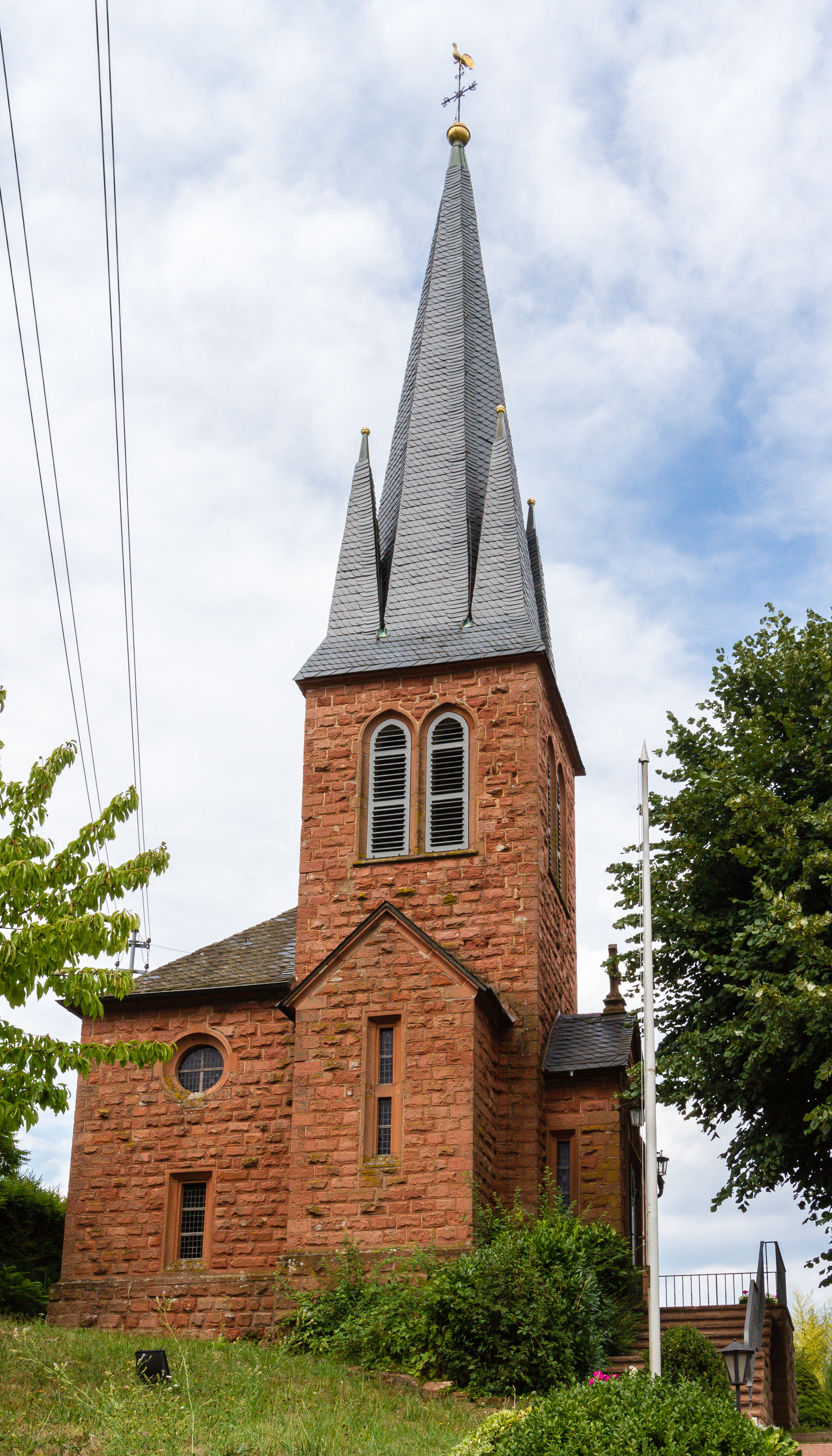
Gustav-Adolf-Kirche

Vor Ort existieren insgesamt sechs Objekte, die unter Denkmalschutz stehen, darunter die katholische Kirche „Heilige Dreifaltigkeit“, die in der Kirchstraße steht und die in der örtlichen Hauptstraße befindliche protestantische „Gustav-Adolf-Kirche“. Bei den übrigen Objekten handelt es sich um ein Forsthaus, ein Kriegerdenkmal, ein Schulhaus und ein Sühnekreuz.
Außerdem befindet sich östlich des Siedlungsgebiets der Wandergasthof Dernbacher Haus.

## Infrastruktur

### Wirtschaft
Vor Ort befanden sich bis ins 19. Jahrhundert mehrere sogenannte Aschenhäuser; entsprechend verdingten sich viele Bewohner ihr Geld durch den Beruf des Aschenbrenners.

### Verkehr
Durch Dernbach verläuft die Landesstraße 506. Die Gemeinde ist über die Buslinie 521, die sie mit Landau in der Pfalz, Frankweiler, Albersweiler, Eußerthal und Ramberg verbindet, an das Netz des öffentlichen Nahverkehrs angeschlossen.

## Persönlichkeiten

### Ehrenbürger
- Edwin Gensheimer, Altbürgermeister (1994–2009) wurde am 1. September 2013 in Würdigung seines jahrzehntelangen Einsatzes für die Gemeinde zum Ehrenbürger ernannt.[8]
- Lukas Grünenwald (1858–1937), Gymnasiallehrer und Heimatforscher.

### Söhne und Töchter der Gemeinde
- Heinrich Georg Rung (1854–1931), Pfarrer und Heimatforscher
- Lukas Grünenwald (1858–1937), Gymnasiallehrer und Heimatforscher

### Personen, die vor Ort gewirkt haben
- Franz Schöberl (1845–1908), Architekt, entwarf 1897 die örtliche protestantische Pfarrkirche.